# Làsion
Làsion (grec antic: Λασίων o Λασιών; etnònim Λασιοναῖος o Λασιόνιος, en català lasioneu o lasioni), fou una ciutat de Grècia, cap del districte d'Acrorea (Èlida), a la frontera amb Arcàdia, prop de Psofis.
Fou objecte de disputa entre Arcàdia i Elis. Cap al final de la guerra del Peloponès, el rei espartà Pausànies va conquerir la ciutat i al tractat de pau entre Esparta i Elis (400 aC) la ciutat fou cedida a Arcàdia. El 366 aC Elis va intentar recuperar-la i ho van aconseguir temporalment, però els feren fora els arcadis. El 219 aC tornava a estar en mans d'Elis, però quan Filip V de Macedònia va ocupar Psofis la guarnició de la ciutat la va abandonar.
Polibi esmenta la ciutat a un districte anomenat Perípia, juntament amb una fortalesa anomenada Pirgos.